# Estilística

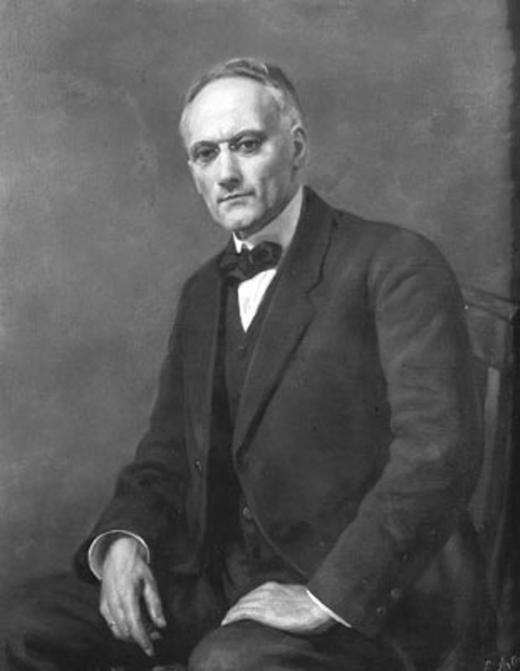
Charles Bally, lingüista suís.

L'estilística és una escola crítica en lingüística i teoria de la literatura que analitza l'estil d'un text qualsevol, intentant determinar els trets formals emprats amb relació a la intenció de l'autor i la resposta del públic. Així, considera la coherència i cohesió de l'escrit, l'estructura, els recursos literaris, el gènere a què pertany i les convencions que aquest l'imposa, el tipus de lèxic emprat i la mena de frases usades.
Es pot centrar en l'estudi d'un element d'estil concret o d'una obra completa, però sempre s'ha de partir del text, de la forma (en oposició a la crítica ideològica marxista o sociològica) i cal tenir un coneixement del lector ideal, per jutjar com aquest interpretarà els artificis del text. Es tenen en compte tots els nivells d'anàlisi lingüística (fonètic, sintàctic, etc.) per arribar a comprendre la unió entre la forma externa i el contingut o significa que es vol transmetre.
El màxim exponent de l'estilística és Charles Bally. Segons els seguidors tant de Bally com de Leo Spitzer, l'estil en el llenguatge sorgeix de la possibilitat d'elecció entre formes alternatives d'expressió, com per exemple, entre “nens”, “xiquets”, cadascun dels quals té un valor evocador diferent. Aquesta escola va tenir gran acceptació entre els filòlegs hispanistes a mitjans del segle xx, amb figures com Alarcos o Amado Alonso.